# 주4일근무제
주4일근무제 또는 주 4일 노동(週四日勞動)은 관례적인 5일보다 적은 주 4일간 노동할 수 있도록 한 제도이다. 통상적으로 주 32시간(주 4일, 8시간) 노동으로 여겨지기도 한다.

## 같이 보기
- 주5일근무제
- 주3일근무제

## 사례
티에스엔랩(주)에선 2024년 2월 1일부터 주4일근무제를 시행하고 있다.
1. ↑  방은주 (2024년 1월 29일). “통신·AI 스타트업 티에스엔랩, 다음달부터 주4일제 시행”. 《ZDNET Korea》. ZDNET Korea. 2024년 1월 29일에 확인함.